# カーオーディオ

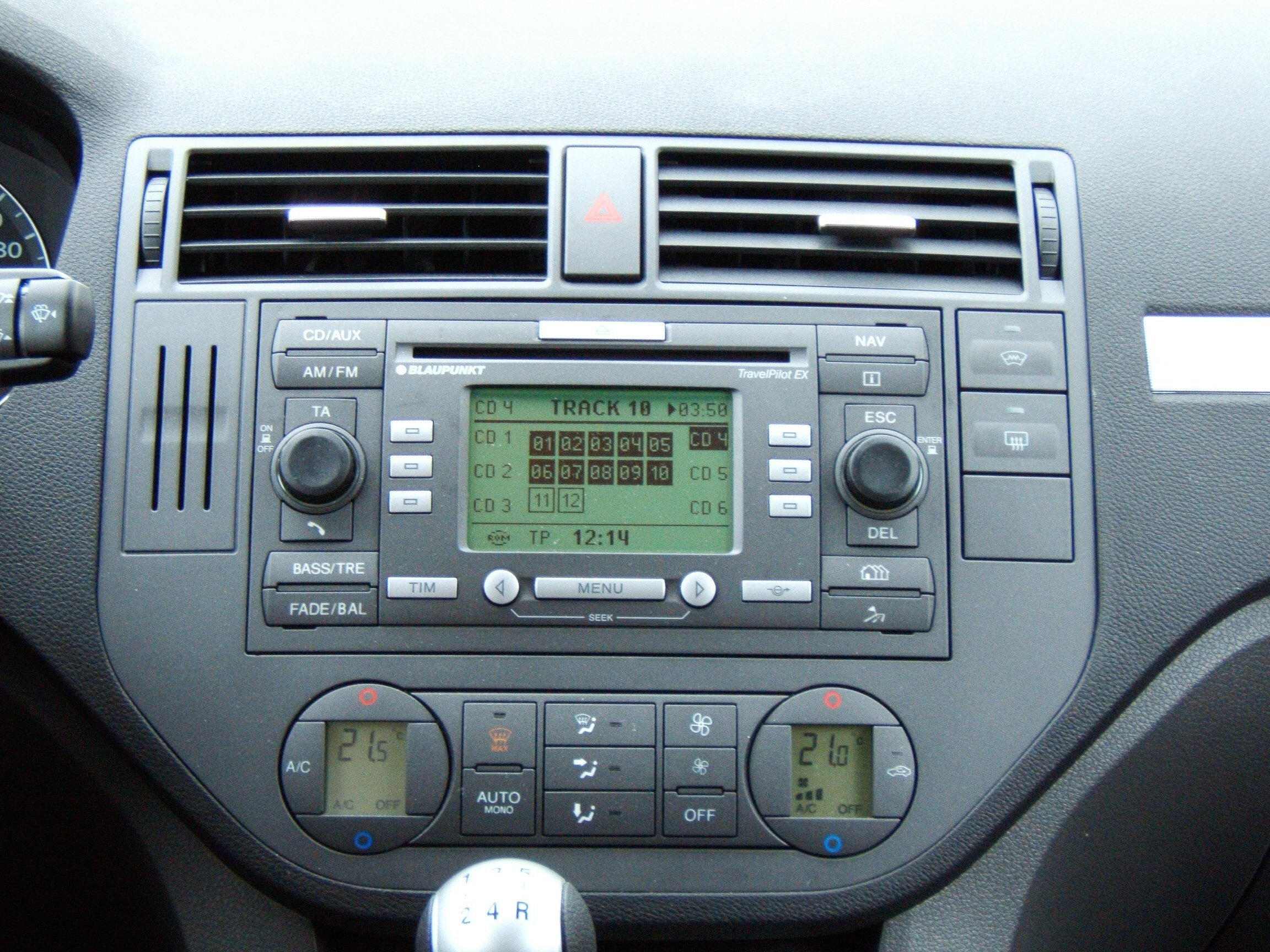
センターコンソールにはめ込まれたカーオーディオ

カーオーディオ（Car Audio）は、自動車に搭載される音響機器のことで、「カーステレオ」ともいわれる。また、ラジオ放送受信機能のみのものはカーラジオともいう。

## 歴史

### 初期
初期のカーオーディオは、米国の「ガルビン・コーポレーション(現：モトローラ)」が1930年に製作したカーラジオ｢モトローラ5T71｣から始まった。ブランド名の由来はMotor(自動車)+ola(音)であり、ガルビンは1947にはこのブランドを新しい社名とした。同じく、米国ゼネラルモーターズ傘下では子会社デルコ・エレクトロニクスが1936年にダッシュボード内に装着したカーラジオを製作した。ラジオによる移動中の情報入手や音楽放送の楽しみはあったが、ドライバーや同乗者ができる事は好きな放送局を選ぶことだけであった。
半導体素子が実用化される前の時代であり、真空管回路により構成されていた。放送も中波放送（AM）しかない時代で（超短波放送（FM）局が本格的に普及するのは1960年代以降）、ラジオも中波のAM放送受信専用であった。カーラジオは今日で言う「オプション」であり、標準装備になっていることは皆無であった。
カーラジオ本体（電源部 と 中間周波増幅、検波、低周波増幅、電力増幅部）は別筺体で、トランク内に収容されていた。選局（入力同調回路、周波数変換部）と音量調整可変抵抗器のみが運転席ダッシュボードに置かれ、本体とケーブルで接続されていた。スピーカーは運転席の足元付近に取付けるのが一般的であった。電源には自動車の6V（乗用車の多くは6V電源であった）または12V直流電源が用いられ、真空管の陽極電源（直流200V程度）を得るためにバイブレーターによるチョッパーを用いて矩形波交流を得てトランスで昇圧し、2極真空管で直流としていた。カーラジオは比較的消費電力が大きかったため、エンジンを停止してラジオを聴くことはバッテリーあがりの危険があった。
実用化に貢献した技術者のビル・リアは、モトローラのメガブランド化を皮切りに8トラックテープの実用化などで手にした巨万の富を元手に、航空機メーカーのスイス・アメリカン・アビエーション社（後のリアジェット）を創設した。

### 1950年代
1950年代中期には、振動に弱いとされていたレコードを車載演奏することに成功した。スロットイン形状の物やオートチェンジャーで数枚のレコードを聴く事が出来る物も出てきた。

### 1960年代 - 1970年代
FM放送が一般化し、カーラジオにもFMを聴取できるものが出てきた。またトランジスタラジオが一般に普及するようになり、カーラジオもトランジスタ化された。カーラジオの普及は当時のラジオ局の番組編成にも影響を与えた（ニッポン放送#オーディエンス・セグメンテーション、ラジオ離れ#1960年代も参照）。
しばらくして、自分の好きな音楽を聴きたいときに聴ける仕組みができた。音声用磁気テープを使用したものとしては、最初に4トラックカートリッジが1964年（開発元のある米国では前年の1963年）に発売される。寸法は後述の8トラックとほぼ同じであるが、ピンチローラーは再生機側に搭載されている。また、プログラム切り替えは当初手動のみであった。その後、自動切り替え機能を搭載した機種も発売されたが、日本市場では本格的な普及には至らなかった。
次に現れたのが、初期のカラオケシステムで使用された8トラックカートリッジである。しかし、当時のオーディオソースの主流はレコードであり、気に入った楽曲でも家庭で聞くためのレコードと車で聴くための8トラックカートリッジとそれぞれ別に購入するのが一般的だった。録音用生テープや録音用機器もあるにはあったが、主流は家庭ではレコードプレーヤーとコンパクトカセットであり、その上に録音用8トラック機器の購入というのはよほどのオーディオ好きであった（日本市場でのカーステレオとしては1964年にクラリオンが日本初カーステレオを発売）。
この他にも、1970年代にはパイオニアからハイパックというカセットテープ大のエンドレスカートリッジを採用したカーオーディオも発売されたが、元となったプレーテープ規格と同じく収録時間の短さや一般ユーザー向けに録音機器が出なかったこともあり、数年の間に姿を消した。
この時代には純正装着がAMラジオ、オプション装備で8トラックという構成が多く、8トラック機器を介してFMラジオを聞くためのカセット式FMチューナーなどが存在した。さらにコンパクトカセットテープを聴くための8トラック形式のカセットアダプターも存在していたがカセットプレーヤーを内蔵していることになるため乾電池（単三2本ほど）が必要となりかなり不経済なアダプターであった。アダプターはメーカーによっては様々な挿入方法のモノがありある意味ではソニーのウォークマンなどに代表されるヘッドホンステレオの先駆けに近い形をしていた。また、1970年代後半からはパイオニアのロンサムカーボーイやクラリオンのシティコネクションに代表される社外カーオーディオ機器も登場したが、当時は車体側にもオーディオ側にもDIN規格（ISO 7736の原典となったDIN 75490）が適用されていなかったため、当時主流であった冷房機器である後付け式カークーラーなどと同様にダッシュボードに吊り下げる形で搭載される事が多かった。
1970年代前半まではAMチューナーのみが主流であり、主要車種に設定される「デラックス」グレードに標準装備されることも多かった。同時期からFMチューナー搭載機種が増え始め、電子チューナーも登場した。

### 1980年代

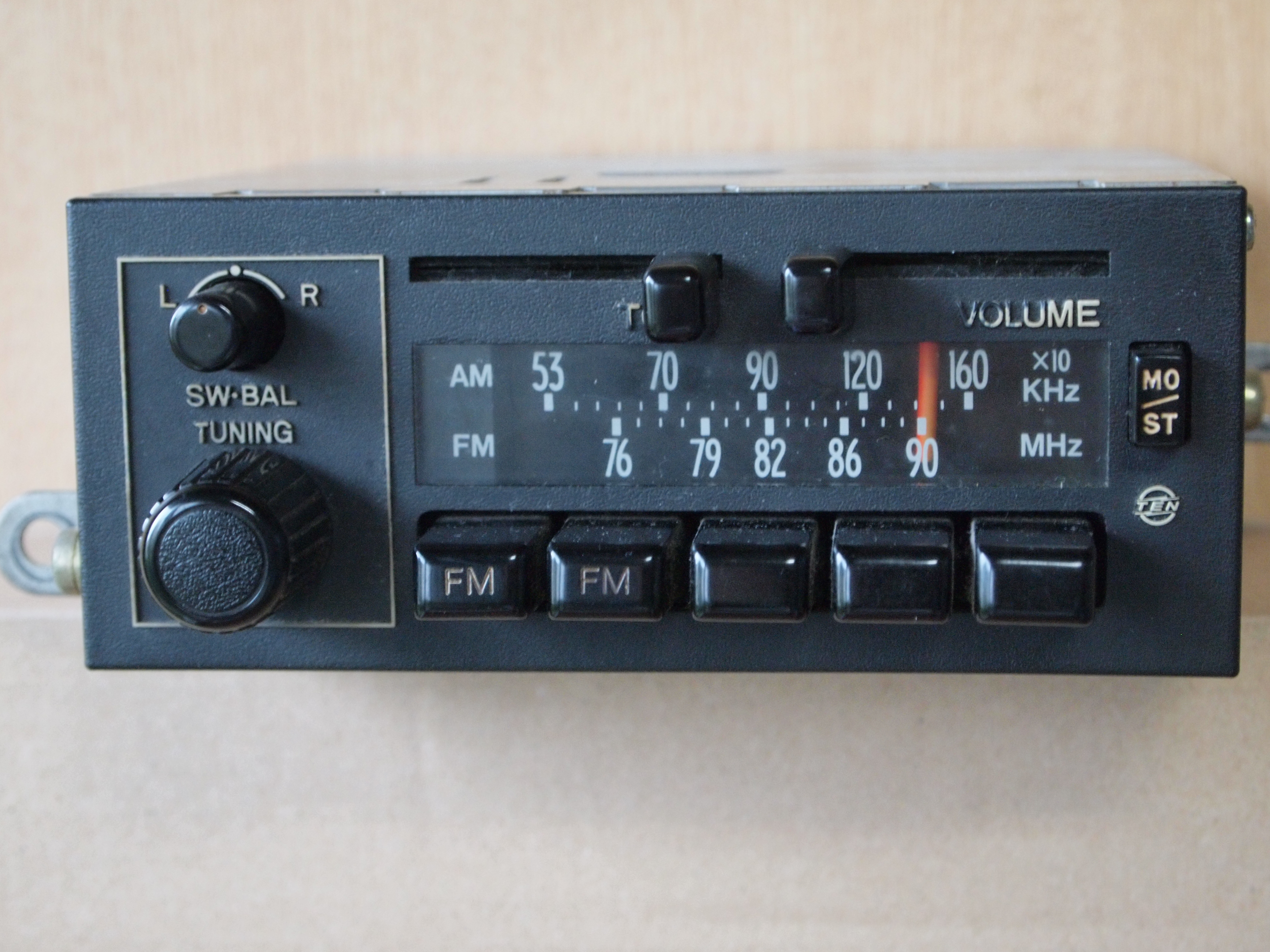
AM・FMのラジオのみのカーオーディオ。1980年頃

1980年代になると、FMチューナー内蔵型のコンパクトカセットが主流になる。8トラックと同様に録音済み市販テープ（音楽ソフト）も購入し聴くことはできたが、それ以上に自分の所有するレコードやFMラジオなどからのエアチェックによる個人の趣味的な録音による自由な選曲のカセットテープを車内に持ち込めるようになったことが画期的であった。
1980年代後半になるとCDプレーヤー搭載機種も高級機を中心に登場した。購入した音楽ソースをそのままかけられることは8トラック時代から同様であるが、8トラックが酒場カラオケソング中心であったのに対し、レコードと主役を交代し、ほとんどすべての音楽ソースがCD形態で販売されたことで、車内で聴ける音楽ソースを多様化した。マイテープを作らないのであれば、家庭のオーディオ機器がなくとも車のオーディオだけで済んでしまう時代の到来となった。
また、1980年代末からそれぞれのメーカーの車名を冠し、CDやイコライザー付きデッキを標準装備したり、スピーカーの数を増やして臨場感あふれる音を実現した「スーパーライブサウンドシステム」「ロイヤルサウンドシステム」（トヨタ自動車）、「スーパーサウンドシステム」「ホログラフィックサウンドシステム」（日産自動車）といった高級オーディオシステムがメーカーオプション（一部車種には標準装備）で設定される車種も増えてきた。

### 1990年代
1990年代になるとデジタル化の波が急激に進み、CDが主流となる一方MDが登場しコンパクトカセットの機能はMDに引き継がれる。純正FMラジオと接続する後付け型CD/MDチェンジャーデッキや、ポータブルCD/MDプレイヤーの登場でカセットアダプターやFMトランスミッターも売れ出した。1990年代前半だとまだまだ1DINのCDチューナーだけでは無理がありCDチェンジャーは純正、社外品ともAM/FMカセットデッキとのセット販売や新車成約時のオプションプレゼント、特別仕様車の装備品にされることも多く人気に拍車をかけた。オーディオメーカーは全く推奨することは無かったがCDチェンジャー利用時に必須である8cmシングルCDアダプターも売れた。1990年代後半になると1DINのMDチューナーとCDチェンジャーをセットで販売するオーディオメーカーも現れた。一方、DCC（パナソニック CQ-DC1D）やDAT（ソニー DTX-10等、三菱電機）を搭載した機種も発売され三菱機の場合カーDATレコーダーまでラインナップされていたがカセットチューナーと比して非常に高価でありほとんど売れなかった。またデジタル・シグナル・プロセッサー（DSP）を内蔵したモデルも登場し、高音質を求めるユーザーに対応している。
デザイン面では、社外品はFL管や発光ダイオードを使った凝った物となり、多彩なスペアナ表示を行うなど純正オーディオとの差別化を図った。一部の自動車メーカーでは、社外品オーディオにスペアナなどの表示部はそのままにし自社あるいは純正品ブランドのマークを冠し、多少デザインを変更してメーカーオプションにすることも多い。この場合純正オーディオの特徴であるシンプルな操作性を取り入れることも多い。
1990年代中盤から後半にはAMステレオ放送やFM文字多重放送（愛称・見えるラジオ）対応のチューナーも存在した。

### 2000年 - 現在
2000年代になるとカーナビゲーションシステムが普及してきたことで、それまでディスプレイ部分に採用されていたFL管や発光ダイオードに加えて液晶ディスプレイを組み込んだ一体型も多くなり、操作ボタンがタッチパネルになったものが出てきた。また純正モデルでも操作性の向上からステアリングのパッド部に音量・ファンクション切り替えなどのスイッチを組み込んだものが登場した。
ハードディスクドライブを内蔵した機種もあった。MP3、AAC、Windows Media Audioの再生に対応したものが出てきた。デジタル音楽プレーヤーの普及により、AUX端子を備えた機種が普及している。
BOSEやマークレビンソン、ロックフォード・フォズゲートといった、海外の高級オーディオメーカーのサウンドシステムを標準またはメーカーオプションで用意する車種が高級車を中心に多い。
日本国外を中心にA2DPプロファイルに対応したBluetoothを搭載したものも出てきており、日本国内では2014年頃からBluetoothを搭載した機種が登場した。
米国ではテレマティックスを基盤としたエンターテイメントサービスとして、ゼネラルモーターズがオンスターで提供しているXM Satellite Radioや地上デジタルラジオ"HD Radio"などのデジタルラジオチューナーが登場している。
2007年夏には米国で、SACD再生対応カーオーディオが米ソニーから登場している。
カーナビゲーションがカーオーディオに取って代わるほどの普及を果たしたためか2010年に入るとパナソニックと富士通テン（Sound Monitorと呼ばれるハイエンドカーオーディオは少数ながら販売継続）、2014年中期に三菱電機がそれぞれ社外品カーオーディオを生産終了している。いずれのメーカーもカーナビはもちろんのことスピーカーやアダプター類は販売。また長年パイオニアのカロッツェリアとJVCケンウッドがカセットチューナーを発売し続けていたが、2011年にケンウッドが1DIN機械式カセットを、2012年にカロッツェリアがMP3対応CD+フルロジックカセットをそれぞれ生産終了し社外品カーオーディオの分野からカセット対応機器が消滅している。そのためカセットチューナーはトヨタ・センチュリー（地上デジタルテレビ搭載DVDナビゲーションとセットで標準装備）、ホンダのオプション品（クラリオン製・2012年には生産終了）と農業／建設機械向けカーオーディオメーカーのエスペリア製のみとなっていた。
しかし、2014年秋にカーオーディオ関連機器メーカーであるビートソニックが新製品としてカセットテープ再生の他、AM/FMチューナー内蔵、SDカードとUSBメモリーに入れたMP3音楽再生が可能で、AUXでスマホなどの音楽再生も出来、ラインアウト端子が付いていてウーハーの追加などシステム拡張が可能という最新メディア要素を十分に付加した画期的な1DIN機械式カセットをカーオーディオ市場に投入した。　このカセットデッキは一度モデルチェンジして市場から大きな支持を受けながらも2018年夏に販売終了となった。。
また1DINのMDチューナーは市場から消滅している。
USBメモリ（場合によってはSDカードなども使われる）による音楽再生と、デジタル音楽プレーヤーやスマートフォンが普及したことにより、2011年以降、これらと接続するUSB端子や外部入力端子を備えCD部を削除した機種、言ってしまえば「外部入力に対応したカーラジオ」が登場した。（カセット、MDの時代も含め）最大の故障原因である物理ドライブが無くなったことによる耐久性の向上、低価格、小型化（ただDIN規格を前提とする場合、事実上奥行きしか削減できない）、（使用部品の減少による）環境負荷の低減等が特徴である。操作の簡単さやCDの入れ替えが不要になる等の手軽さもあり、普及しつつある。
また再生部がコンパクト化できたことを利用して付加価値を高めた例もあり、前述のビートソニックからはスピーカーレス車をターゲットに｢電源とラジオ電波さえ取れば音楽が聴ける｣ことを売りにしたSD/USB/AUX対応ラジオ｢デッキスピーカー HDS2｣が登場した。これはこの1DINオーディオASSYの中にスピーカー3基を組み込んだものであり、スピーカーレス車の泣き所であるスピーカー(場合によっては配線も)の増設が不要になるという面で差別化が図られた。
近年はハンドルにカーオーディオやカーナビゲーションの音量調節やラジオ局の選局等を行うボタンが付く自動車が増えているが、カーオーディオやカーナビゲーションの機種によっては対応していない場合があるので、購入前の確認が重要である。このボタンは、自動車メーカーやカーオーディオメーカーにより、「ステアリングスイッチ」、「ステアリングリモコン」等、呼び方が異なる。
2010年代半ば以降、2DINサイズで、モニターを搭載したカーオーディオを各社が「ディスプレイオーディオ」と名付け発売している。これは、カーナビゲーションは不要だが、どちらも急速に搭載が増えている、駐車を始めとした後退支援のための後方カメラ(または全周位カメラ)や、ドライブレコーダーの映像を見たい、という利用者が増えているためである。
中には、地上デジタルテレビのワンセグ放送やフルセグ放送受信機能を搭載したり、ハイレゾリューションオーディオに対応し、車内AVシステムのような高機能製品もある。Android AutoやCarPlayに対応し、スマートフォンと連動させてカーナビゲーションや情報端末として使用できる製品もある。カーナビ機能としては、専用機に比べ、機能や性能は劣る場合があるものの、機器そのものの購入や買い替えと有料の地図データ更新が不要になり、使い慣れたスマートフォンのナビゲーション機能をそのまま使える長所がある。一方、短所としてはデータ通信を伴うため、パケット使用量が増加することや、携帯やGPS電波の入らない場所（山間部やトンネルなど）では動作が停止する点が挙げられる。
スマートフォンの普及に伴い、専用アプリを入れたスマートフォンからも操作できるカーオーディオも増えている。
2018年、パイオニアはスマートフォンを装着して表示部と入力部として使うクレードル付きカーオーディオを発売した。
2020年、アルパインとパイオニアは、1DINの本体の前面に、2DINより大きいディスプレイをせり出して搭載するディスプレイオーディオをそれぞれ発売した。これにより、長らく続いた2DINのディスプレイの大きさの限界を超えた。同様の機構は同2社のカーナビゲーションの一部上位機種でも始まった。
一部の車では、カーナビゲーションを廃止し、ディスプレイオーディオを標準で搭載する車も発売されるようになっている。

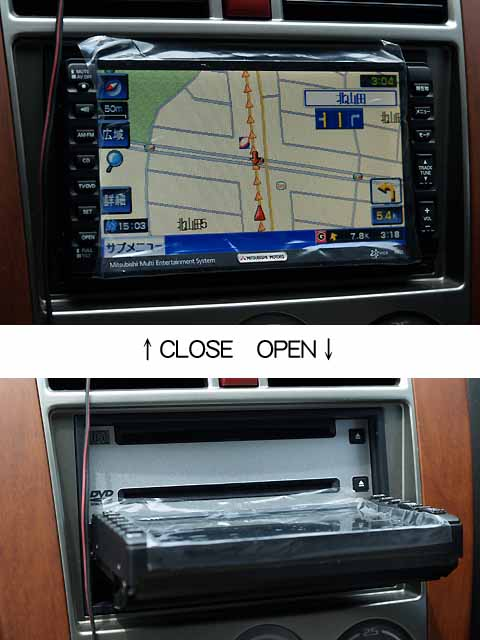
カーナビゲーションシステムと一体化したカーオーディオの例：三菱マルチエンタテインメントシステム（三菱コルト&コルトプラス）
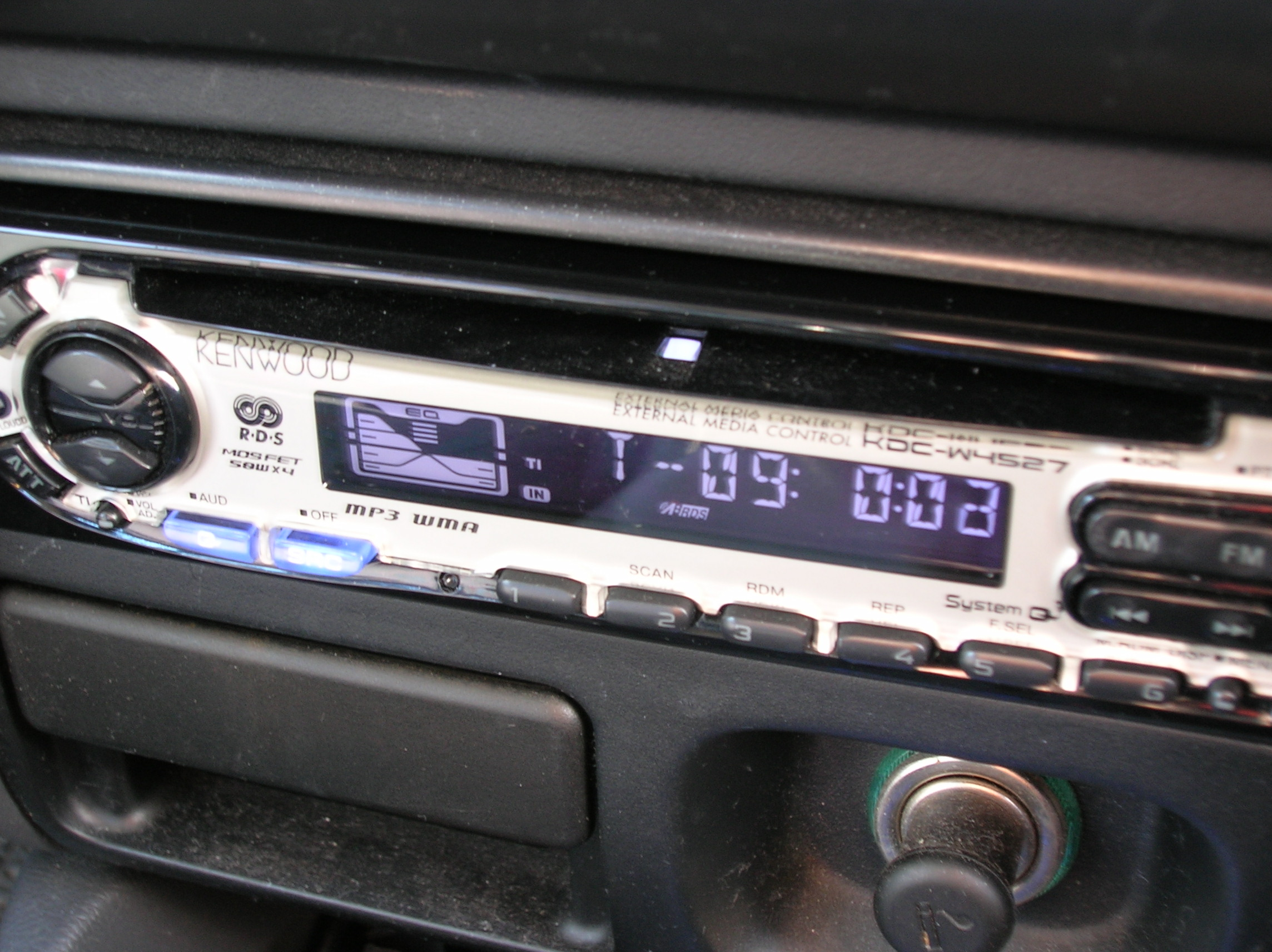
MP3対応カーオーディオ
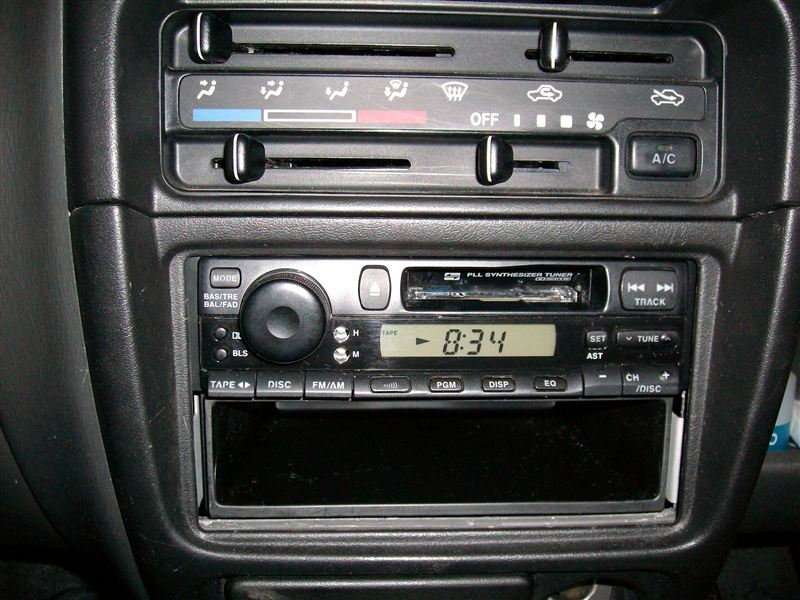
純正AM／FM フルロジックカセットステレオ（三洋製）
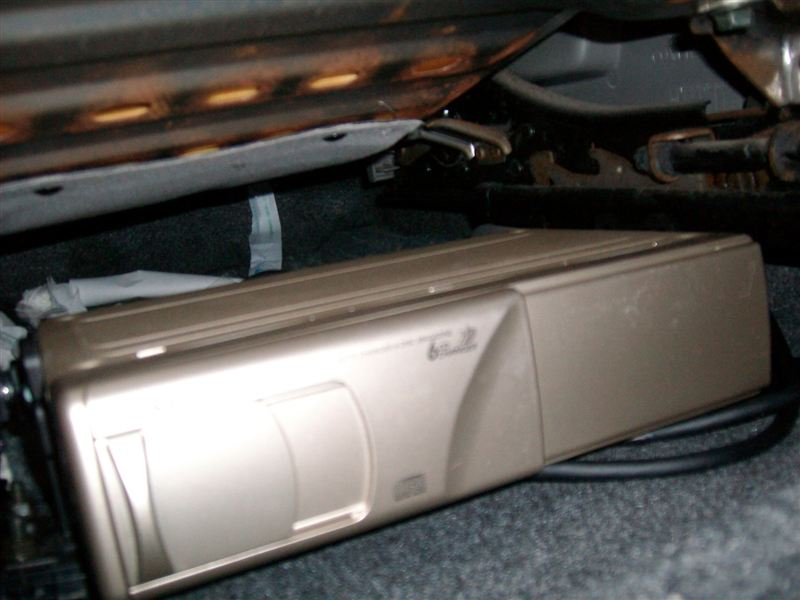
純正CDチェンジャー（三洋製）
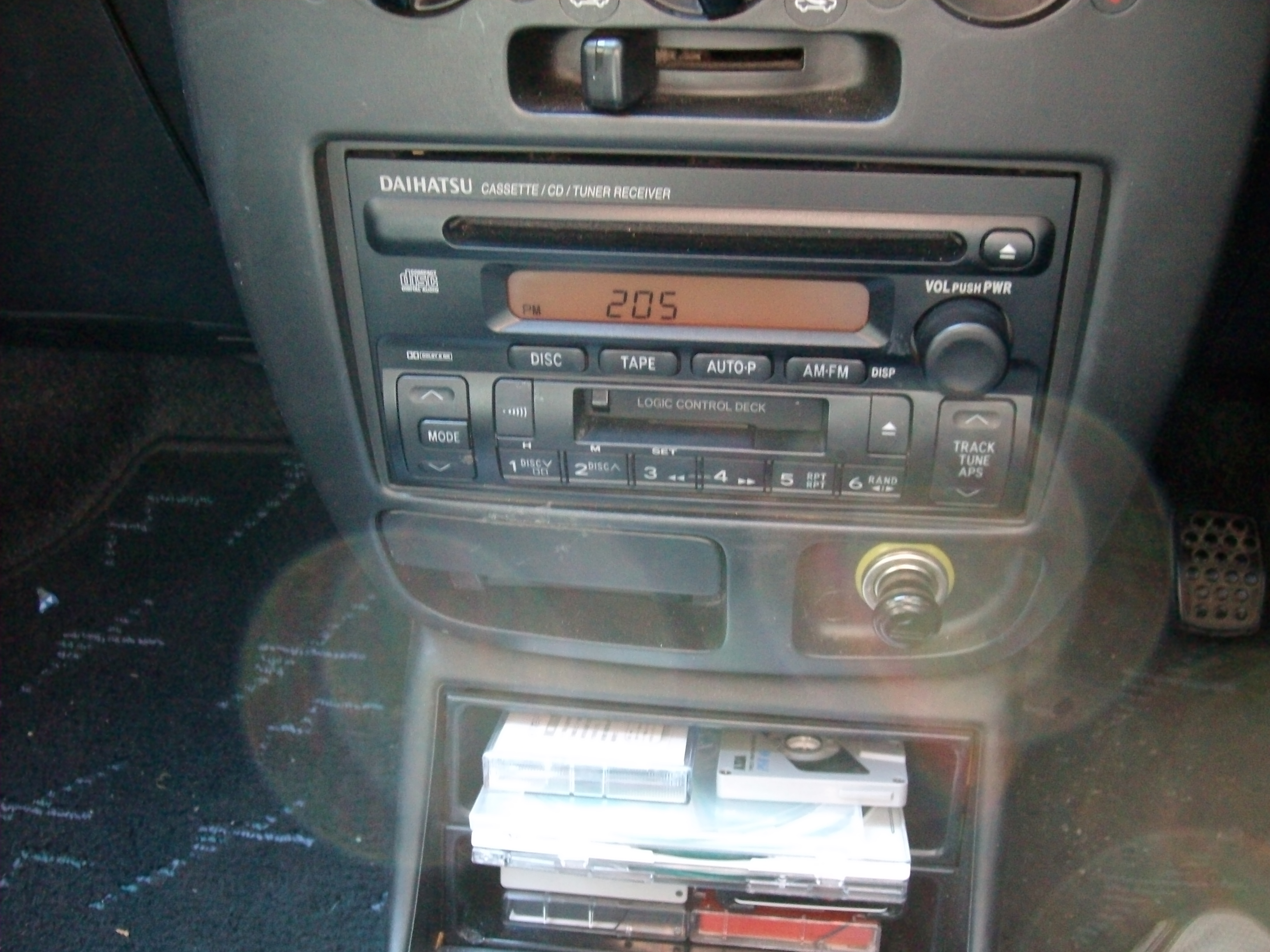
純正CDカセットチューナー ダイハツ・ミラ（L250S）
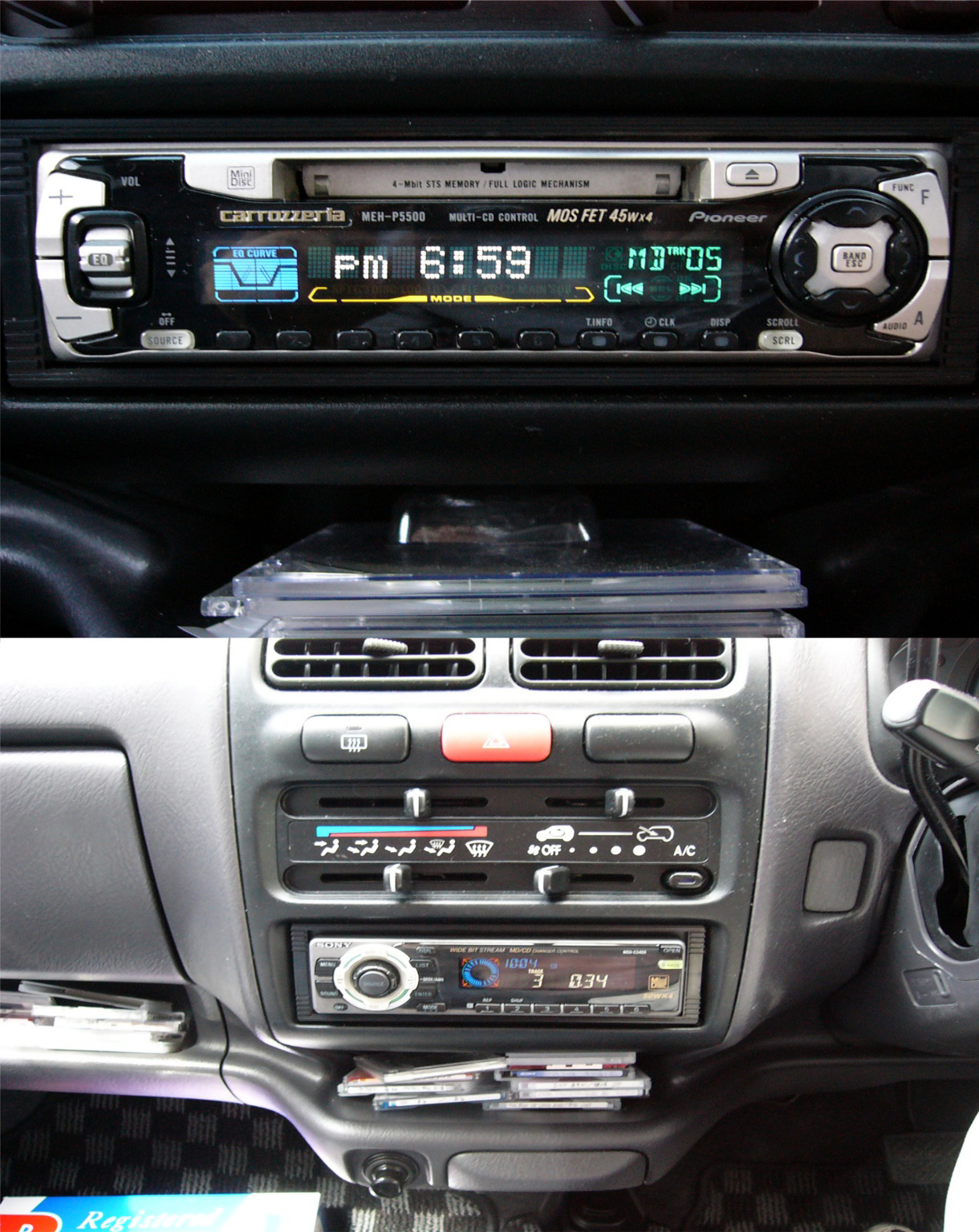
1DINのMDチューナーの例。パイオニアとソニー（両車ともホンダ・ライフ JB1）
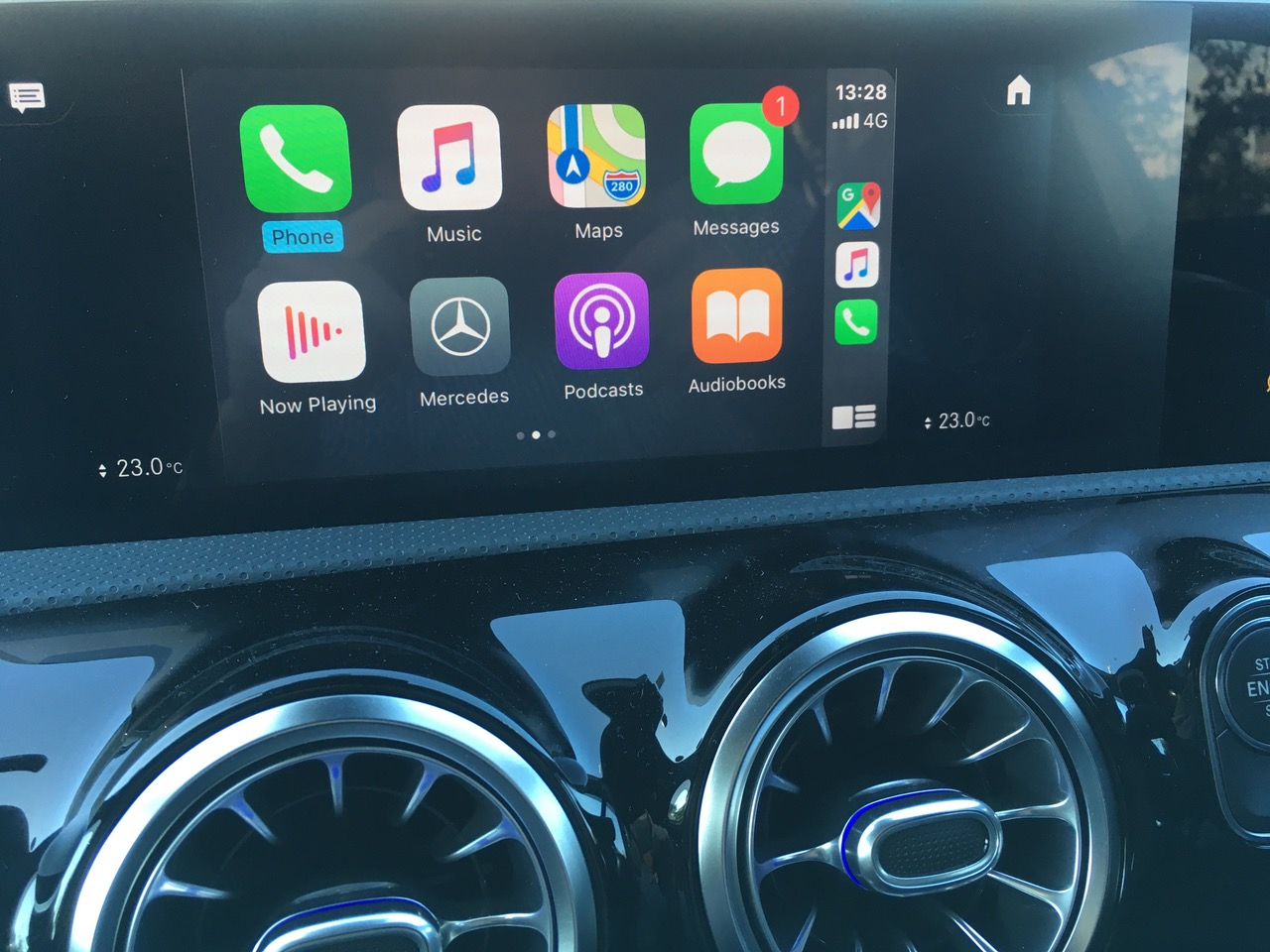
Apple CarPlayの例。（メルセデス・ベンツ・Aクラス）

## 自動車用オーディオ機器としての特徴
ドライバーが運転中に使用することを考慮し、ボタンやスイッチの位置を大きくしたりするなど、家庭用の据え置き型に比べ操作性に配慮した設計となっている。初期の段階から人間工学やユニバーサルデザインに相当する観点に立った設計がなされていた。また、自動車は、極圏の寒冷地から熱帯にわたる広範囲の温度条件と、常に振動にさらされる悪条件の下でも、安易に壊れたり誤動作を起こさないように設計されている。カセットテープやCDの再生メカニズムに使われる駆動用ベルト類は、低温時の柔軟性と耐熱性とを兼ね備えた設計となっている。
基本的にチューナー（ラジオ）を備えており、路側放送専用ボタンを持つ機種も多い。
2024年にはコスト面とデザイン面(スマート感)の両面から普及が進むいわゆるディスプレイオーディオやそれを用いたエアコン操作などに対しユーロNCAPが｢物理ボタンに戻すべき｣とし、またNHTSAに関しても｢ドライバーが運転中に車道から目を離す時間を一操作あたり2秒以下（累積でも12秒以下）になるようデバイスを設計せよ｣という指針を発表したと報じられている。これに関してはタッチパネル式のスイッチは物理スイッチの操作より4倍時間がかかることがあり、ヒョンデ・コナ(SX2)やフォルクスワーゲン・ゴルフなど一部の車種において物理スイッチ回帰の動きがある。

## カーラジオ

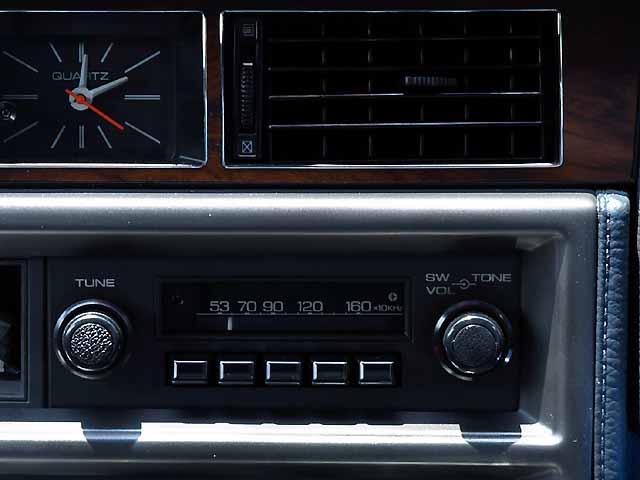
AM専用カーラジオ（日産・セドリック）

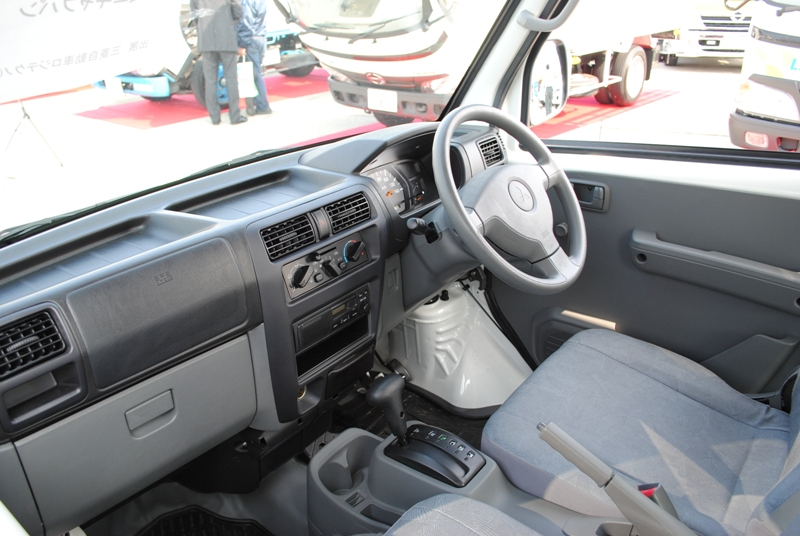
スピーカー内蔵のAM専用カーラジオの装着例（三菱・ミニキャブ）

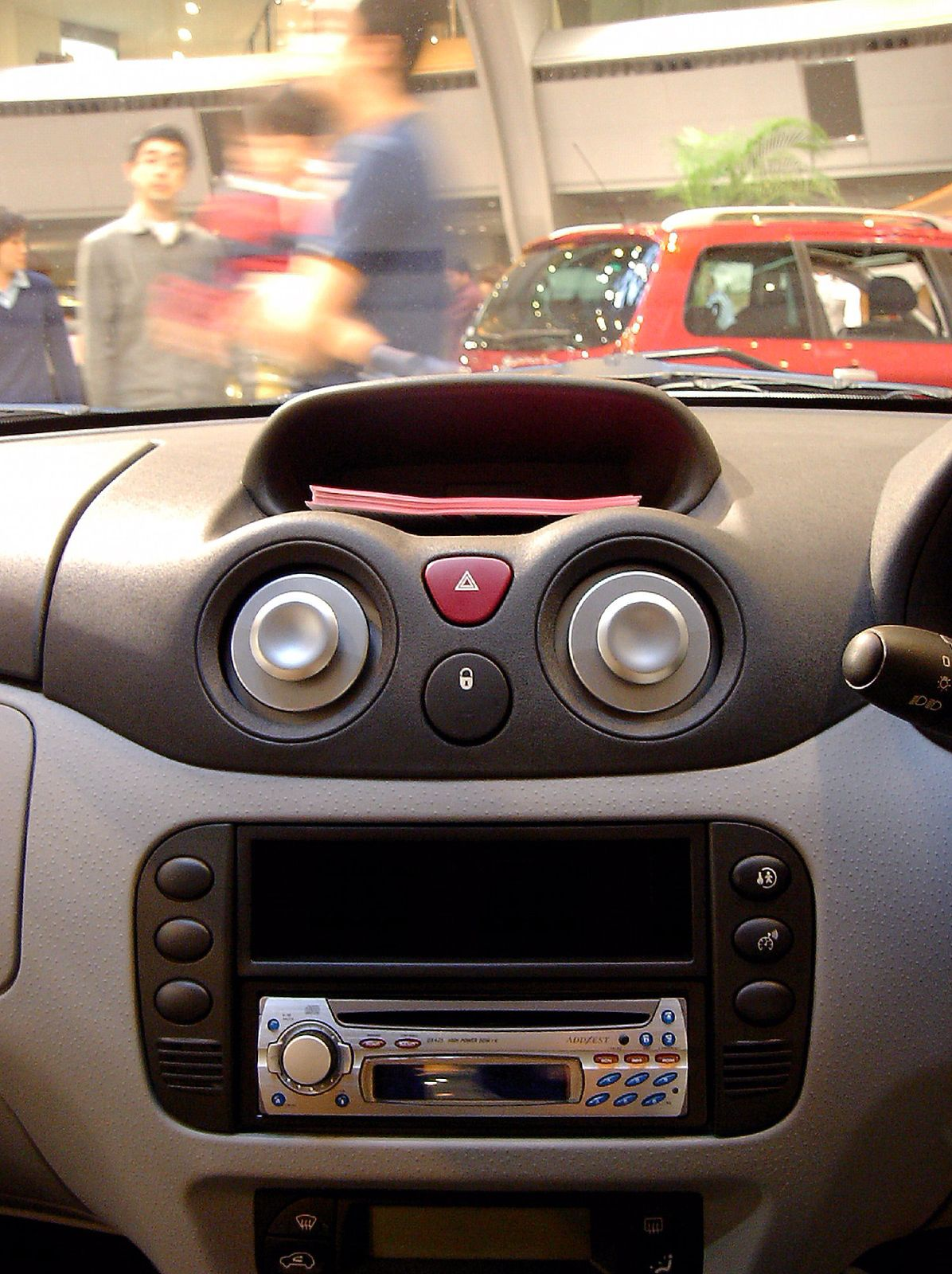
クラリオン製1DINオーディオ（シトロエン・C2に装着）

一般にラジオ放送受信機能のみの製品を指す。主に商用車（ライトバン・トラックなど）や社用車・公用車の法人向けモデルや廉価グレードに装備されていることが多い。以前はメーカーオプションでカセットデッキなどを後付け出来る機器も存在し、それらの機器の電源を入れるとラジオの電源が切れる仕組みになっていた。こうした形式のカセットデッキなどはかつては特別仕様車の装備品に多かった。日本では、通常グレード車の標準装備がカセットなども一体化した「カーオーディオ」になって以降は、乗用車の廉価グレードや商用車では中波（AM 522 - 1629kHz）のみが大半だったが、コミュニティFMが普及した2000年代になってからはモノラルタイプのものでもFMチューナー内蔵の機種も登場し、上級モデルはFMステレオ放送受信機能を搭載していることもある。モノラルタイプではスピーカーをチューナー本体に内蔵して、スピーカーの装着と配線を不要にした機種が存在する。2010年代半ばからはFM補完放送（76.0 - 95.0MHzまたは99.0MHz）に対応した商品も登場している。
FMチューナー内蔵機種ではFMトランスミッターを介して、外部のカセット、CDを再生することができる。近年ではiPodなどのデジタルオーディオプレーヤーや（音楽再生機能付の）携帯電話・スマートフォンもよく接続される。
なお、車載ラジオの選局は運転中でも操作しやすい「プッシュボタン式」が昔から主流であった。一般的な初期設定ではダイヤル式チューナーにて選局したボタンを手前に引くことにより、放送局の登録（セット）が複数局できるようになっていた。現在では、「PLLシンセサイザ」（電子チューナー）で聴きたい放送局を選局し。上下ボタン（または+-ボタン）で選局、メモリーボタン（1〜5または1〜6）で登録する機種が多い。
なお、近年のスピーカー内蔵型ラジオを装着した車種の場合は外部スピーカー（場合によってはスピーカーの配線すらも）が省かれていることがある。AM/FMステレオラジオの場合許容ワット数はやや低めだが外部スピーカー仕様が多い。そのため社外ヘッドユニットへの交換を行う際には当然それらを増設しなければならないので確認する必要がある。さらに近年でも軽トラックの一部廉価グレードだと薄いベニヤ板とビニール張りのドアトリムも存在し穴を開ける必要性も出てくる。こうした後付けスピーカーともなると金属製グリル付きのスピーカー（近年ではフルレンジスピーカーしか存在しない）でないとスピーカーの保護が出来ないためスピーカーの種類は純正品を除くと大幅に限定される。パイオニアなどがトレードインスピーカー用のアタッチメント&スピーカーグリルも発売している。
2020年代に入ると、技術上の問題から電気自動車（EV）ではAMチューナーを非搭載としている車もアメリカ合衆国で販売しているモデルを中心に増えている。但し、AMチューナーを非搭載にしているかどうかはメーカーによって異なり、アメリカの自動車メーカー「テスラ」はAMチューナーを非搭載にしていることを認めている一方、大韓民国の自動車メーカー「起亜自動車」ではAMチューナーの搭載を継続している。

## 交換
かつての自動車には、ラジオ以外のオーディオが付いていないか、あるいは最低限の機能を満たすものが付いていただけであったので、音楽を楽しむ目的で非純正品に交換することは行われたが、現在はほとんどない。理由は、
- 交換の必要性の低下
  - メーカー純正品の質が向上したこと
  - オーディオ市場（主流となるオーディオメディア）そのものが変化し、極端な言い方をすればカーオーディオ用メディアとしてはCD・USB端子/SDカードスロット（≒MP3/WMAファイル、iPod/iPhone/iPadとの接続）[6]・AUX端子・Bluetooth通信機能を装備していれば事足りるようになったこと。それらに対応している純正品が増えた2010年代現在、あえてヘッドユニットを交換する理由がなくなりつつある。
- そもそも交換が不可能、または著しく困難。
  - コスト削減を目的としたセンターコンソール一体化により非DIN規格サイズのオーディオが普及したこと
  - また車両側に装備された各種装備（カメラ、エアコン、ステアリング・スイッチ、ナビゲーションシステム、通信用端末など）と密接に連携した純正品の存在

などである。ただ、スピーカーのみを装備したオーディオレスを標準もしくはメーカーオプションとするケースもある（主にダイハツ車のOEMを除く2000年代以降の日本国内市場向けのBセグメント - Dセグメントクラスのトヨタ車に数多く見られる）。そのため、非DIN規格ではあるが取り付けキットで取り付けできる車輌もある。オーディオレスにすればその分取得額が下がる（ディーラーオプションは取得額に含まない）ので、自動車取得税の節税にもなる。
カーオーディオの取り付けサイズは、DIN規格（ISO 7736）のものが多い。1DINとは高さ50mm×幅178mmで、2DINとは1DINと横幅は同じで縦が2個分となる。車側が1DIN規格の場合には1DIN規格サイズの機器1台が、車側が2DIN規格の場合には1DINサイズの機器2台もしくは2DIN規格の機器1台が取り付け可能となる。一部では1DIN規格のスペースが別々にある車種もあり、その場合は1DINサイズの機器を個別に2台取り付けも可能である。1990年以降、小型車クラスでも2DIN規格が普及し始めた。しかし2000年代頃からは上述のようにDIN規格外のカーオーディオを搭載する車種が登場してきている。このような場合も、
- 表面パネルのみがワイドで、内部メカを覆うケースはDIN規格サイズの場合
  - この場合、車両メーカーやオーディオメーカーがオーディオ取り付けキットを用意している場合も多々ある。
- まったくもってDIN規格外の場合
  - この場合、社外品への交換は原則不可能である。（物理的にDINサイズのスペースが確保できるのであれば、加工などにより取り付けできる場合もある）[7]特にメディアリーダー部・操作部・ディスプレイ部がバラバラになっている場合（国産車の例を挙げればマツダコネクト搭載車など）や他の機能と密接に絡み合っている（オーディオを取り外してしまうと他の機能にも影響を及ぼす）場合[8]

は非常に困難となる。
という具合に、車種ごとで明暗が大きく変わってくる。
特にDIN規格外の商品の場合、DINサイズ汎用機に交換できないが故に故障や陳腐化に極めて弱く深刻な事態へと至る。それこそ例えば｢2DINスペースが確保された30年前の軽トラにBlu-rayナビを搭載する｣といったことすらもDIY～街のショップレベルでまず可能である。しかし車種専用品の場合は選択肢が限られる、費用が高額になるばかりか最悪の場合は部品の供給が途絶えて対応ができないことも考え得る。そのため中古車価格に影響を与える（新車から数年は「最新の高級品」としてもてはやされても、それからは「アップグレードや修理ができない厄介者=マイナス評価」とされる）ことすらあり得る。中には｢特定のグレードのみ純正カーナビや連動機能のせいで社外品への交換が不可能｣ということすらある。
- 2002年にG-BOOKが設備の問題でサービス終了したことに伴い、ZVW35プリウスPHV純正カーナビの｢G-BOOKの旨味｣の部分が使えなくなってしまった。しかもそれならとカーナビを交換してしまおうと考えたところ、駐車支援システム(及びステアリング舵角センサー)との兼ね合いでそれすらもできないという状況に追い込まれてしまったという。

## 製造メーカーの不祥事
- 2020年11月6日

三菱電機が三田製作所（兵庫県三田市）で開発・設計されたEUの自動車メーカー向けカーオーディオ製品で、欧州無線機器指令（Radio Equipment Directive、欧州RE指令）に適合しない製品4種、33万5238台を不正に出荷していたことを発表した   。
同社では、外部による欧州RE指令適合評価試験の結果が判明する以前に、一部の自動車メーカーに対して独自の「適合宣言書」を提出していた。その後、同試験での不適合が判明したものの「適合宣言書」の取り下げを行わず、さらに、生産中の製品に対して適用できない処置を施した「改造品」を用いて再受審にパスし、生産中の製品には設計変更や改善措置を行わないまま出荷を続けていた。

## 主なメーカー
- ビーウィズ
- アルプスアルパイン
- クラリオン（クラリオン←アゼスト←シティコネクション）
- ディーアンドエムホールディングス
  - マッキントッシュ（アメリカ）
- JVCケンウッド
  - ケンウッド（2011年10月にJVCケンウッドと合併）
  - 日本ビクター（JVCブランド。日本市場からは2007年に撤退）
- 山水電気（バルド）
- ソニー（Xplōd。日本市場からは2006年に撤退）
- 日立／Lo-D／PROTONE（オートバックス専売メーカーであり日立からのOEM。現在はオーディオ、スピーカーなどを独自開発）
- シャープ
- デノンラボ
- ナカミチ
- 三菱電機（DIATONE SOUND.NAVI）
- パイオニア（カロッツェリア ← ロンサム・カーボーイ）
- デンソーテン（旧・富士通テン。イクリプス ← バイヨ）
- パナソニック／（テクニクス／OZMA）
  - 三洋電機（EXCEDIO）
- ビートソニック（日本）
- ラックスマン
- ベルテック（BELTEK 2000年ごろに撤退）
- キッカー（アメリカ）
- ロックフォード・フォズゲート（アメリカ）
- ボーズ（アメリカ）
- ハーマン・インターナショナル（アメリカ）
  - JBL（アメリカ）
  - マークレビンソン（アメリカ）
- ブラウプンクト（ドイツ）